# Arthur Lally
Arthur Lally (* 1901 in Seaforth, Liverpool; † August 1940 in London) war ein britischer Jazzmusiker (Altsaxophon, Klarinette) und Arrangeur.

## Leben und Wirken
Arthur Lally war der Bruder des Arrangeurs Jimmy Lally; sein Vater leitete eine Armeeband. Lally spielte zunächst Posaune und Kornett, bevor er zum Altsaxophon wechselte. Er spielte zuerst 1922 im Hammersmith Palace, bei Ciro´s in London und den Savoy Orpheans (Dezember 1925 bis Ende 1926). 1927 spielte er im Orchester von Bert Firman und im 43 Club in London und 1928/29 im Orchester von Bert Ambrose, dessen Blue Lyres er von Mai 1929 bis März 1930 leitete. 1930/31 leitete er eine eigene Band, The Rhythm Maniacs; sie nahmen um 1930 für Decca Records Titel wie „Hollywood Revue“ (F1582), „That’a a Plenty“, „Nobody's Using It Now“ (F1716), „She's My Slip of a Girl“ (F1630) und „Gold Diggers of Broadway“ (F1713) auf. Lally erneuerte die Blue Lyres im April 1931, musste aber im Oktober 1932 die Leitung aus Gesundheitsgründen an Peter Rush abgeben. Er nahm viel als freischaffender Musiker auf, unter anderem mit den Rhythmic Eight von Bert Firman (Solos aus Altsaxophon und Bass-Saxophon). Ab 1933 arbeitete er vor allem als Arrangeur und war musikalischer Leiter bei Decca Records. Ende der 1930er Jahre litt er an Depression und nahm sich 1940 das Leben.